# Îles Bōyo
Pour les articles homonymes, voir Boyo.
Les îles Bōyo (防予諸島, Bōyo-shotō ou Hōyo-shotō) constituent un groupe de 41 îles des préfectures de Yamaguchi et Ehime de la mer intérieure de Seto.
Ce sont :
- Heigun-tō (平郡島)
- îles Suō-Oshima
  - Suō-Oshima
  - Nasake-jima (ja)
  - Okikamuro-jima (# 沖家室島)
  - 3 autres
  - 5 dans le groupe Kumage
- îles Kutsuna (29)
  - Nakashima-jima (Ehime)
  - Kuwaji-jima (津和地島)
  - Newaji-jima (怒和島)
  - Futakami-jima (二神島)
  - Muzuki-jima (睦月島)
  - Nogutsuna-jima (野忽那島)
  - Yuri-jima (由利島)
  - Tsurushi-jima (釣島), inhabitée
  - Gogo-jima (興居島), inhabitée
  - Hashima-jima (Yamaguchi, 端島, 山口県), inhabitée
  - Hashira-jima (柱島), inhabitée
  - et 18 autres inhabitées